# Ostrov, Piešťany
Ostrov este o comună slovacă, aflată în districtul Piešťany din regiunea Trnava, pe malul râului Dudváh⁠(d). Localitatea se află la altitudinea de 166 m deasupra n.m., se întinde pe o suprafață de 9,36 km2 și în 2017 număra 1.214 locuitori.

## Istoric
Localitatea Ostrov este atestată documentar din 1113.

## Demografie
| An:                | 1994 | 2004   | 2014   | 2024   |
| ------------------ | ---- | ------ | ------ | ------ |
| Număr de persoane: | 1165 | 1154   | 1236   | 1210   |
| Diferență:         |      | −0,94% | +7,10% | −2,10% |

| An:                | 2023 | 2024   |
| ------------------ | ---- | ------ |
| Număr de persoane: | 1221 | 1210   |
| Diferență:         |      | −0,90% |